# Silene viscaria
Silene viscaria är en nejlikväxtart som först beskrevs av Carl von Linné, och fick sitt nu gällande namn av Jessen. Silene viscaria ingår i släktet glimmar, och familjen nejlikväxter. Inga underarter finns listade i Catalogue of Life.

## Bildgalleri

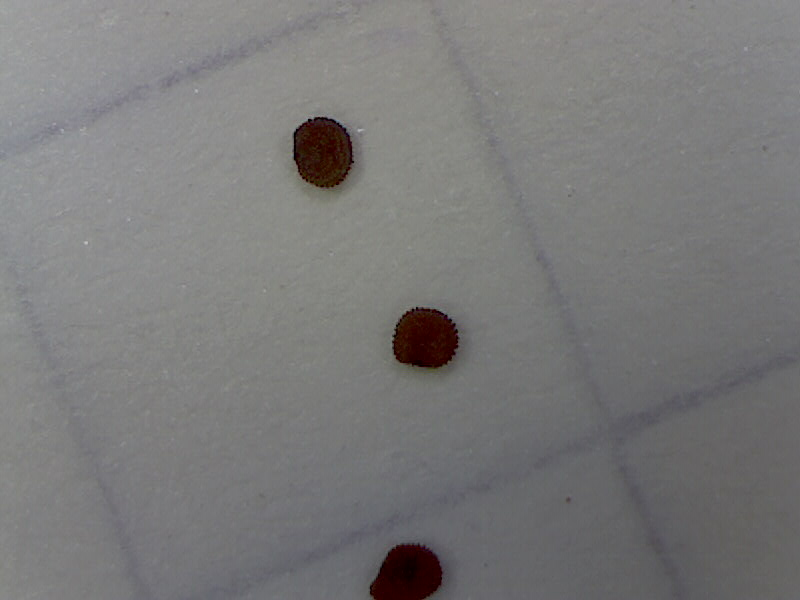
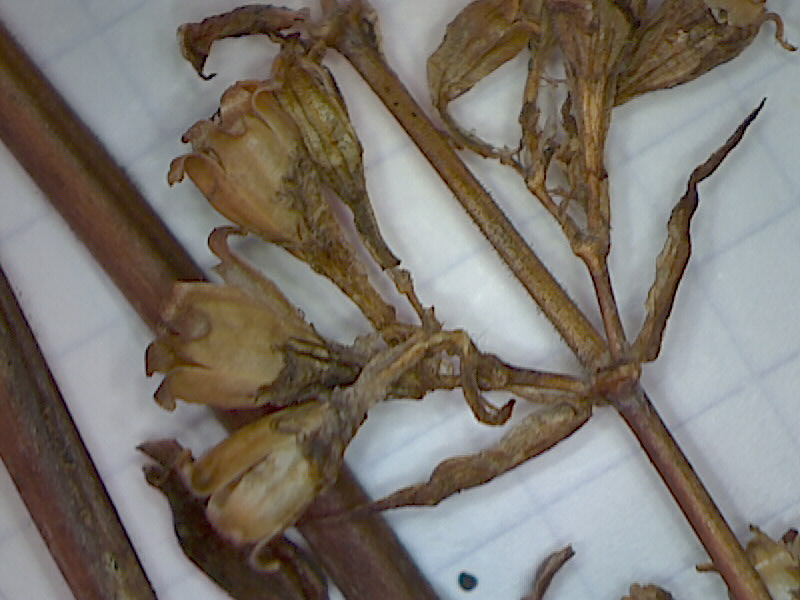
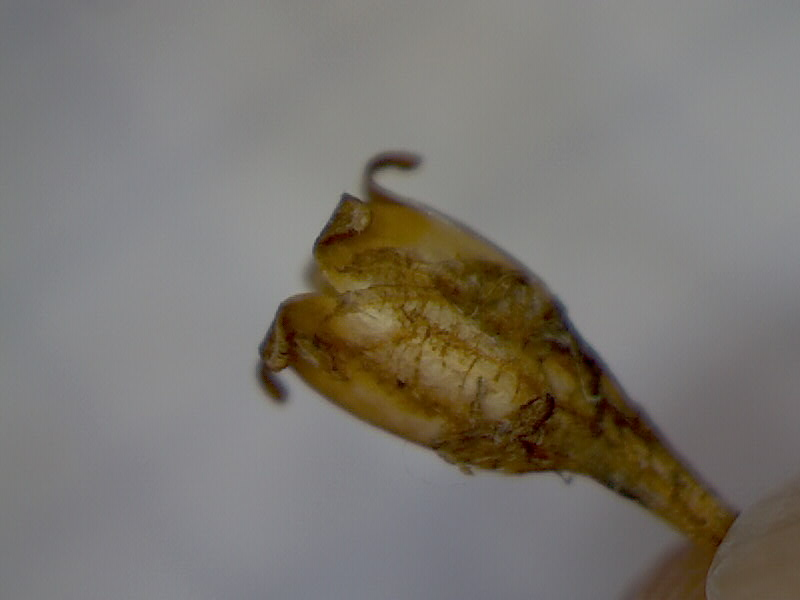
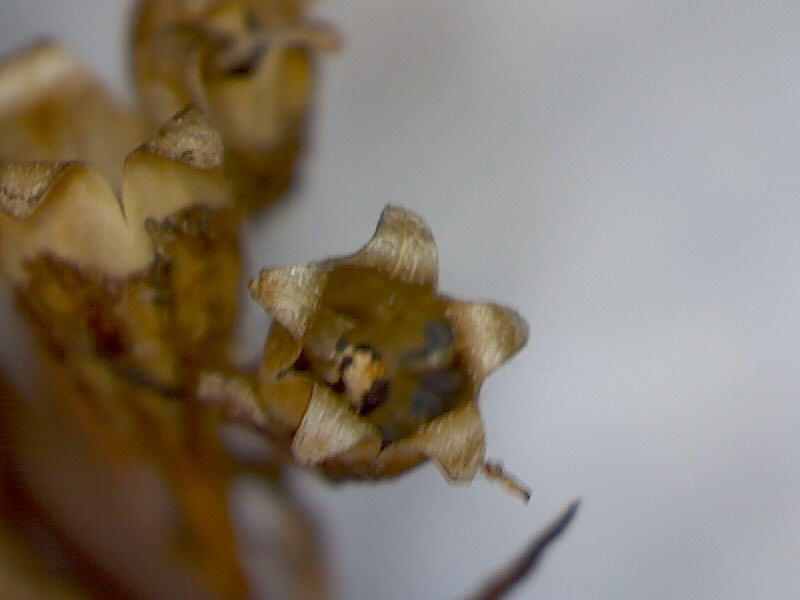